# J

En äldre skylt som förr markerade järnvägsstation i Stockholms pendeltågsnät. Den är numera ersatt med en symbol med ett stiliserat tåg.

J är den tionde bokstaven i det moderna latinska alfabetet.

## Betydelser

### Versalt J
- Beteckning för joule, enhet som storheten energi (W) mäts i enligt Internationella måttenhetssystemet (SI)
- I stela kroppars dynamik vanligt förekommande beteckning för tröghetsmoment (alt. bet. I)
- Nationalitetsbeteckning för motorfordon från Japan
- Inom bibliotekens klassifikationssystem SAB beteckning för arkeologi, se SAB:J
- Inom elektromagnetismen beteckningen för storheten strömtäthet som mäts i enheten A/m2
- Beteckning för järnvägsstation
- J-bandet, radiofrekvenser från 10 till 20 GHz

### Gement j
- j används bland annat inom ellära och elektroteknik som beteckning för den imaginära enheten
- I det internationella fonetiska alfabetet betecknar bokstaven en palatal approximant
- j, den andra imaginära enheten i en kvaternion

## Historia och användning
Bokstaven J var från början en variant av bokstaven I, men blev till slut en egen bokstav, som betecknade ett konsonantljud istället för ett vokalljud. I många romanska språk, som franska och spanska, har dock bokstaven J kommit att beteckna ett sj-ljud, vilket märks i bland annat lånord till svenskan som journalist och justera, och i engelska ett dj-ljud medan ett J-ljud liknande det svenska däremot skrivs med bokstaven Y.
I svenskan används bokstaven J dock normalt endast i ord med j-ljud framför hård vokal (a, o, u och å) medan ord med j-ljud framför mjuk vokal (e, i, y, ä och ö) däremot normalt stavas med bokstaven G, som normalt uttalas som "j" framför mjuk vokal, utom i vissa undantagsfall då ord med mjuk vokal efter j-ljud stavas med bokstaven J istället för G, bland annat ord med j-ljud som följs av volaken ä som i vissa fall stavas med bokstaven J och i vissa fall med bokstaven G.

## Datateknik
I datorer lagras J samt förkomponerade bokstäver med J som bas och vissa andra varianter av J med följande kodpunkter:
| Unicode | Gemen |                                      | Unicode          | Versal |                                        | Används bl.a. i följande språk         |
| ------- | ----- | ------------------------------------ | ---------------- | ------ | -------------------------------------- | -------------------------------------- |
| U+006A  | j     | LATIN SMALL LETTER J                 | U+004A           | J      | LATIN CAPITAL LETTER J                 | de flesta där latinskt alfabet används |
| U+02B2  | ʲ     | MODIFIER LETTER SMALL J              |                  |        |                                        |                                        |
| U+0135  | ĵ     | LATIN SMALL LETTER J WITH CIRCUMFLEX | U+0134           | Ĵ      | LATIN CAPITAL LETTER J WITH CIRCUMFLEX | esperanto                              |
| U+01F0  | ǰ     | LATIN SMALL LETTER J WITH CARON      | <U+004A, U+030C> | J̌      |                                        |                                        |
| U+0237  | ȷ     | LATIN SMALL LETTER DOTLESS J         |                  |        |                                        |                                        |

I ASCII-baserade kodningar lagras J med värdet 0x4A (hexadecimalt) och j med värdet 0x6A (hexadecimalt).
I EBCDIC-baserade kodningar lagras J med värdet 0xD1 (hexadecimalt) och j med värdet 0x91 (hexadecimalt).
Övriga varianter av J lagras med olika värden beroende på vilken kodning som används, om de alls kan representeras.